# Põrgujärv
Põrgujärv (est. Põrgujärv) – jezioro w Estonii, w prowincji Võrumaa, w gminie Mõniste. Położone jest na północ od wsi Koemetsa. Ma powierzchnię 0,6 ha linię brzegową o długości 323 m, długość 100 m i szerokość 85 m. Sąsiaduje z jeziorami Ubajärv, Väikene Pehmejärv, Suur Pehmejärv, Perajärve. Położone jest na terenie Parku Narodowego Karula.